# Stelis iugae
Stelis iugae is een vliesvleugelig insect uit de familie Megachilidae. De wetenschappelijke naam van de soort is voor het eerst geldig gepubliceerd in 1962 door Noskiewicz.